# Cupido vanessoides
Cupido vanessoides är en fjärilsart som beskrevs av Prittwitz 1865. Cupido vanessoides ingår i släktet Cupido och familjen juvelvingar. Inga underarter finns listade i Catalogue of Life.